# Josh Duhamel
Pour les articles homonymes, voir Duhamel.
Josh Duhamel est un acteur, réalisateur, producteur et ex-mannequin américain, né le 14 novembre 1972 à Minot (Dakota du Nord, États-Unis).
Il se fait connaître dans le soap opéra américain La Force du destin, de 1999 à 2002. Son rôle de Leo du Pres lui permet de remporter le Daytime Emmy Awards du meilleur acteur dans un second rôle dans une série télévisée. Il confirme dans le rôle de Danny McCoy dans la série Las Vegas (2003-2008).
Au cinéma, il tient notamment le rôle du colonel Lennox dans la saga Transformers de Michael Bay (2007-2017).
En 2022, il tient le rôle principal dans le film canadien Bandit d'Allan Ungar retraçant l'histoire vraie du voleur Gilbert Galvan Jr (en).

## Biographie

### Enfance et formation
Josh Duhamel né Joshua David Duhamel voit le jour le 14 novembre 1972 à Minot dans le Dakota du Nord. Il est le fils de Bonnie L. Kemper, professeur d'éducation physique et sportive et de Larry David Duhamel, un vendeur publicitaire. Il a des origines canadienne (canadienne-française), anglaise, allemande, irlandaise et norvégienne. Il a été élevé dans la religion catholique.
Ses parents divorcèrent lorsqu'il était tout jeune. Il resta proche de son père, mais n'a vécu qu'avec sa mère et ses trois sœurs (Ashlee, Kassidy et McKenzee). Josh fit ses études dans l'université d'État de Minot où il eut un diplôme de biologie. Il continua ses études dans une faculté dentaire mais finit par abandonner à cause de ses résultats.

### Carrière

#### Révélation télévisuelle

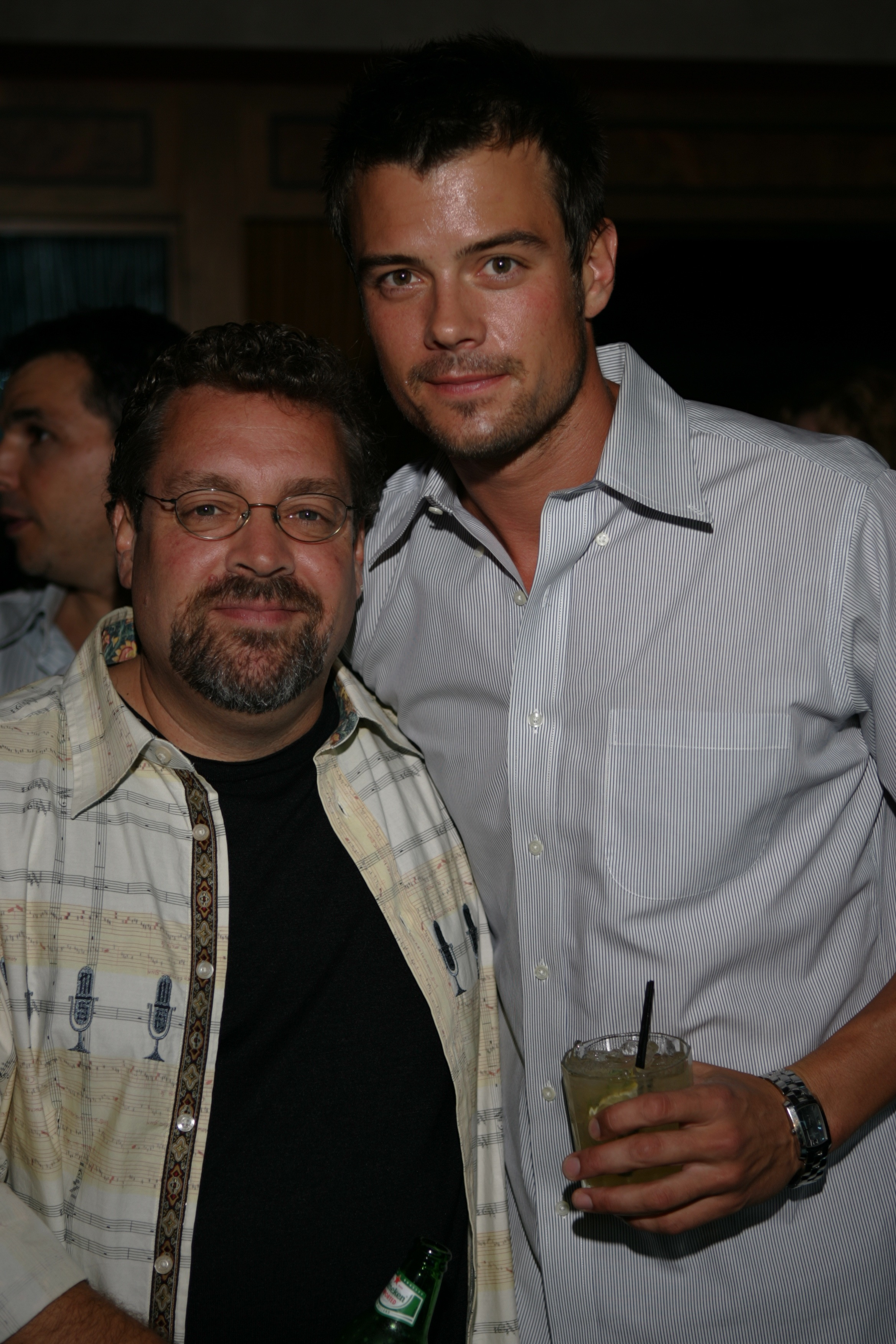
L'acteur en 2004, aux côtés de Gary Scott Thompson, producteur de la série télévisée Las Vegas.

Après l'université, il suit sa petite amie de l'époque et déménage au nord de la Californie. Avant de connaître le succès en tant qu'acteur, Josh Duhamel a été nommé mannequin masculin de l'année par l'IMTA (International Modeling and Talent Association), en 1997, devant Ashton Kutcher.
Deux ans plus tard, il apparaît dans le clip vidéo du single I Will Go With You de la chanteuse Donna Summer ainsi que dans celui de Genie in A Bottle de Christina Aguilera. Il décide ensuite de suivre des cours de comédie à la Scott Sedita Acting Studios. Quelque temps plus tard, il décroche le rôle de Leo du Pres dans le feuilleton américain acclamé, La Force du destin. L'acteur se fait immédiatement remarquer par la profession et son interprétation lui permet d'être nommé lors de nombreuses, et prestigieuses, cérémonies de remises de prix.
En 2002, l'acteur remporte le Daytime Emmy Awards du meilleur acteur dans un second rôle, dans une série télévisée dramatique. C'est d'ailleurs cette même année qu'il choisit de quitter la série pour se consacrer à d'autres projets.
En 2003, Josh Duhamel décroche l'un des rôles principaux de la série Las Vegas, du réseau NBC, aux côtés, notamment, de Vanessa Marcil, James Lesure, Molly Sims et Nikki Cox. Il joue le responsable de la sécurité du casino appelé Le Montecito, Danny McCoy. La série est un succès et rencontre son public.
Entre 2004 et 2007, l'acteur intervient dans trois épisodes de la série policière Preuve à l'appui, qui fait partie du même univers scénaristique que Las Vegas.

#### Débuts au cinéma

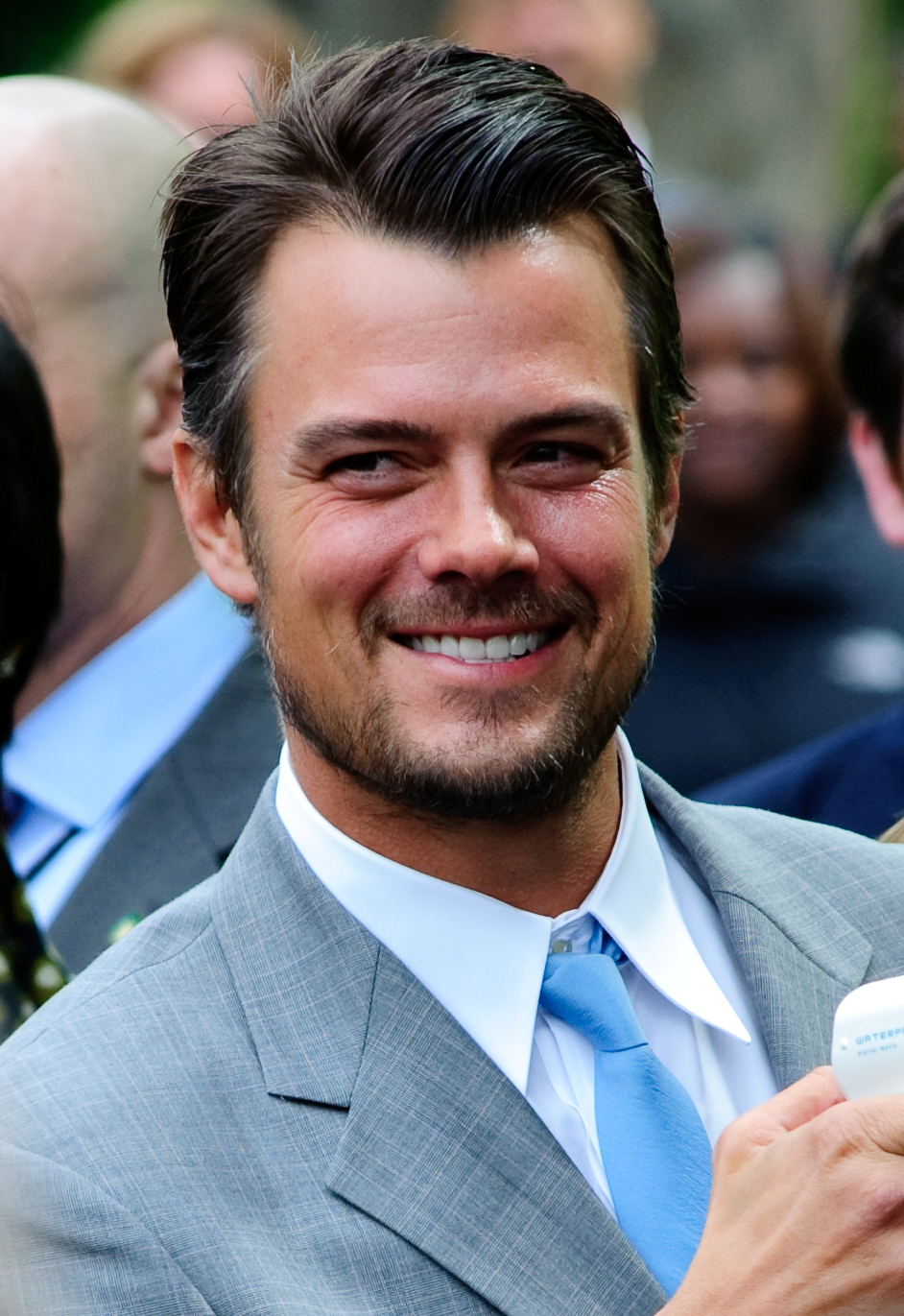
L'acteur à un événement caritatif en 2009.

Parallèlement au tournage de la série, il fait également des débuts au cinéma. En 2004, il joue aux côtés de Kate Bosworth et Topher Grace dans la comédie romantique, Rendez-vous avec une star. Bien que cette production ne rencontre pas le succès escompté, côté box office, l'acteur y est remarqué. Cette même année, il est nommé à 4 reprises lors de la cérémonie populaire des Teen Choice Awards, avec entre autres, une citation pour le titre de Meilleur révélation masculine. Il est aussi nommé l'une des 50 plus belles célébrités du monde par le magazine People.
En 2005, il porte le film indépendant d'horreur The Picture of Dorian Gray et il est cité pour le Women's Image Network Awards 2005 Meilleur acteur dans une série télévisée dramatique. En 2006, il est le héros du film d'horreur Paradise Lost, qui lui vaut une nouvelle citation pour le Teen Choice Awards du meilleur acteur, sans toutefois convaincre au box office.
En 2007, Steven Spielberg le contacte, après avoir visionné un épisode de Las Vegas dans lequel son personnage venait de rentrer de la guerre en Irak, pour rejoindre la distribution principale du blockbuster fantastique d'action, Transformers, qu'il produit. Adapté de la série d'animation homonyme diffusée de 1984 à 1987, ce premier volet est un franc succès à sa sortie, ce qui va générer une des sagas cinématographiques les plus lucratives,. En toute logique, l'acteur rempile pour les prochains volets : Transformers 2 (2009) et Transformers 3 : La Face cachée de la Lune (2011), il ne participe cependant pas à Transformers : L'Âge de l'extinction (2014) mais revient pour Transformers: The Last Knight (2017).
2007 est également l'année ou son personnage dans Las Vegas, succède à James Caan, comme chef, lorsque ce dernier quitte la série à l'avant-dernière saison. La série se termine, en effet, un an plus tard, après cinq saisons.

#### Progression en demi-teinte

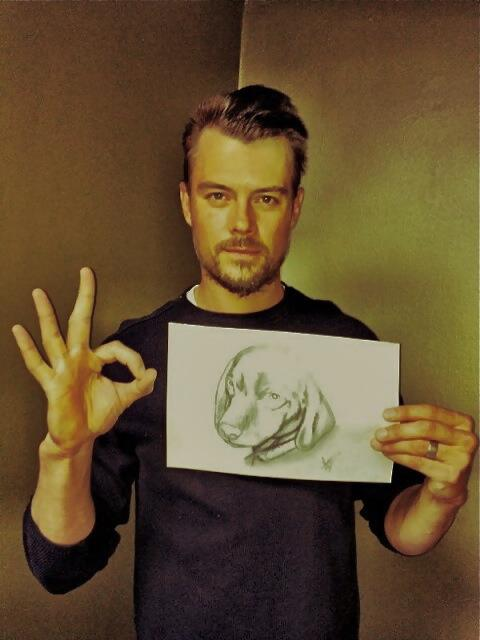
L'acteur en février 2013.

En 2010, l'acteur alterne romance et drame, et se distingue grâce à trois longs métrages : il porte, aux côtés de Kristen Bell, la comédie romantique C'était à Rome, émeut dans la comédie dramatique Bébé mode d'emploi avec Katherine Heigl et seconde la jeune Selena Gomez dans le drame Ramona et Beezus. Ces trois projets sont des échecs critiques,, et confirment au box office,,.
En 2011, il peut compter sur la nouvelle comédie romantique chorale de Garry Marshall, Happy New Year pour remplir les salles, à défaut de convaincre la critique. Cette même année, il joue les guest-star, le temps de deux épisodes de La Force du destin, ré endossant le rôle de Leo du Pres, qui l'avait révélé dix ans plus tôt. Il double également une mini-série au format documentaire, Bomb Patrol: Afghanistan, qui suit plusieurs équipes militaires américaines s'efforçant de désarmer des explosifs des Talibans.
En 2012, l'acteur connaît un échec cuisant avec le film d'action Fire with Fire : Vengeance par le feu dont il partage la vedette aux côtés de Bruce Willis et Rosario Dawson,. Il inverse la tendance, l'année d'après, en séduisant avec la romance Un havre de paix qui rencontre son public. Il s'agit d'une adaptation du best-seller homonyme de l'écrivain américain Nicholas Sparks. Ce film lui vaut sa neuvième citation pour un Teen Choice Awards. Cette année-là, il se joint, également, à la prestigieuse distribution du film à sketchs, My Movie Project, très mal reçu par la critique et qui, à la suite d'un bouche à oreille négatif, ne fait pas d'étincelles au box office.
En 2013 toujours, il officie en tant que producteur exécutif du thriller dramatique indépendant Route vers l'enfer (en), dont il occupe également le rôle principal. Le film est remarqué lors du SXSW Film Festival. L'année d'après, il retrouve deux anciens partenaires : d'abord Hilary Swank, pour le drame Le Second Souffle et Topher Grace, avec lequel il intervient dans la comédie dramatique remarquée Don Peyote aux côtés d'Anne Hathaway et Dan Fogler.

#### Retour télévisuel et diversification

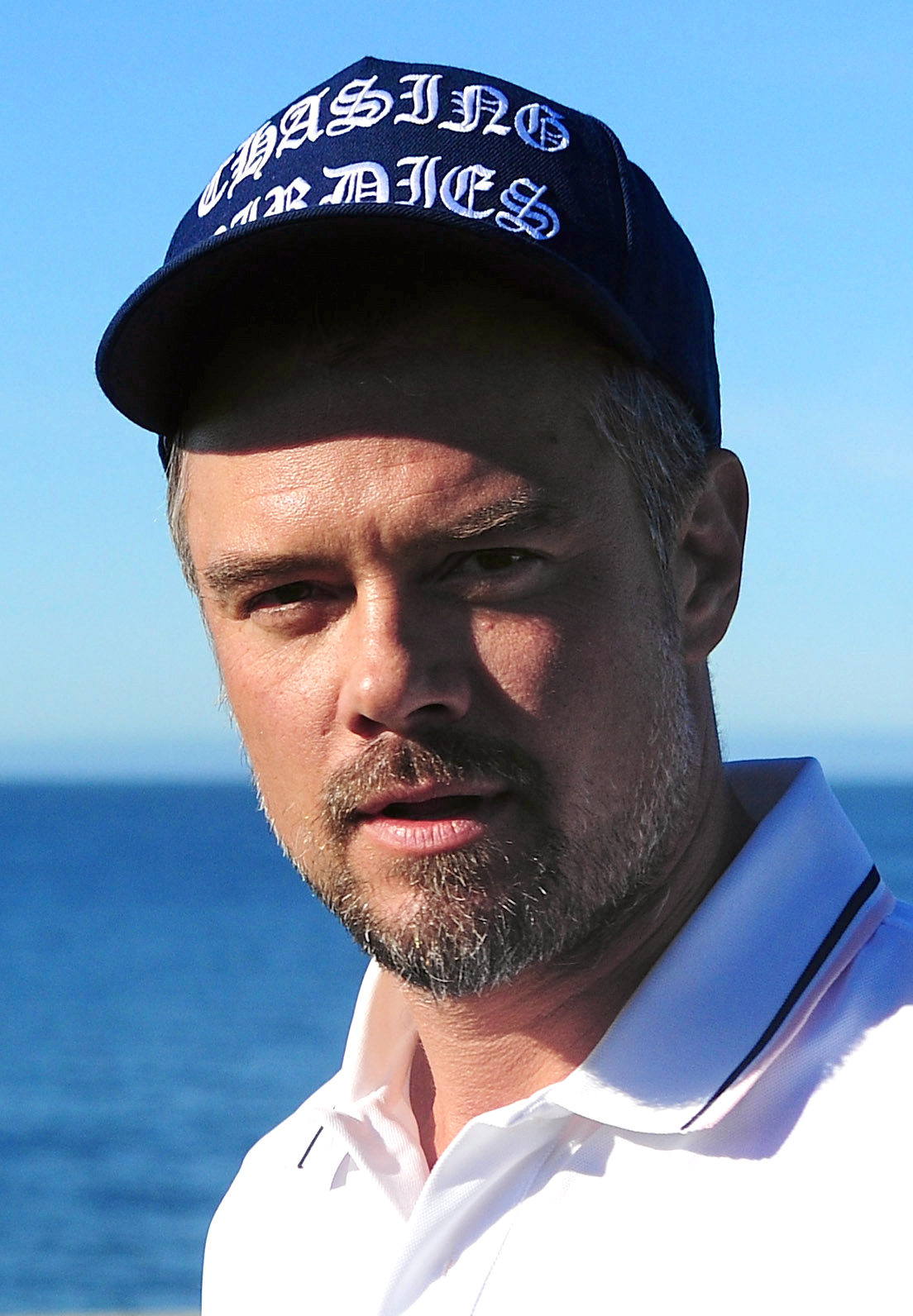
L'acteur lors d'un concours de golf qui réunit les meilleurs golfeurs et célébrités sur le terrain, en février 2017.

Entre 2014 et 2015, il est également de retour à la télévision. Il occupe le rôle principal de la série dramatique et policière Battle Creek , mais elle est rapidement annulée au terme des treize épisodes tournés. Il enchaîne et porte la production dramatique musicale indépendante Dancing Heart aux côtés des actrices Laura Dern et Maria Bello.
En 2016, il choisit de continuer dans le registre dramatique : il porte le drame d'action Lost in the Sun et forme un sombre trio aux côtés des respectés Anthony Hopkins et Al Pacino dans le thriller Manipulations. Il apparaît aussi dans la mini série, acclamée par la critique, 22.11.63, notamment élue Meilleure série télévisée de l'année lors des Saturn Awards et également citée pour un Primetime Emmy Awards. Sort plus discrètement la comédie indépendante Spaceman dont il occupe le rôle principal.
En 2017, il rejoint le casting de l'attendu thriller réalisé par James Franco, The Institute. Il joue aussi dans le drame remarqué This Is Your Death avec Famke Janssen et décroche un rôle mineur dans la comédie CHIPS, portée par Dax Shepard et Michael Peña.
Cette année-là, l'acteur intègre la distribution principale de la nouvelle série dramatique et policière d'USA Network sur les meurtres de Tupac Shakur et Biggie Smalls. Le show Unsolved retrace les meurtres, à six mois d'intervalle, des deux artistes tués dans des circonstances similaires. Il prête également sa voix et son visage au sergent William Pierson dans le jeu de tir à la première personne Call of Duty: WWII, nouveau volet de la célèbre license.
L'acteur fait également ses débuts en tant que réalisateur pour la comédie Buddy Games, dans laquelle il partage la vedette aux côtés d'Olivia Munn. Pour ce projet, l'acteur enfile aussi la casquette de producteur et de scénariste. Ce projet lui permet de remporter le prix du meilleur réalisateur et du meilleur film lors du festival du film de Mammoth.
Dans le même temps, il joue dans le drame Simon vs. the Homo Sapiens Agenda, adaptation du livre du même nom de l'auteure Becky Albertalli, qui sort en 2018 et rencontre un franc succès critique.
En 2019, il apparaît en tant que guest-star dans un épisode de la saison 4 de Veronica Mars et il tourne le film romantique The lost husband dont il occupe le premier rôle masculin aux côtés de Leslie Bibb, une production qui divise.
En 2021, il apparait en tant que tête d'affiche d'une série télévisée développée par la plateforme Netflix, Jupiter's Legacy, inspirée du roman graphique (en) de Mark Millar et Frank Quitely, aux côtés de Leslie Bibb et Matt Lanter. La série est annulée dès sa première saison.
En 2021, il prête sa voix au personnage de DC Comics Harvey Dent dans le diptyque animé Batman: The Long Halloween, avec Jensen Ackles dans le rôle de Batman. Il rejoint égalemnent l'univers de Blade Runner en prêtant sa voix au traqueur de Réplicants Marlowe dans la version anglophone de la série Blade Runner: Black Lotus. Il reprend également son rôle de Jack Spier le temps d'un caméo dans le dérivé Love, Victor.
En 2022 sort le film Bandit d'Allan Ungar au cinéma et en vidéo à la demande. Il est basé sur le livre à succès The Flying Bandit de Robert Knuckle (en)  et l'histoire vraie du braqueur de banques et de bijouteries américain Gilbert Galvan Jr (en) qui a sévi au Canada dans les années 1980. Le film reçut des critiques élogieuses, particulièrement en ce qui concerne la performance de J. Duhamel.
Grâce à la technique de capture de mouvement, il incarne fin 2022, Jacob Lee, le protagoniste du jeu de survival horror The Callisto Protocol du studio Striking Distance Studio.

## Vie privée
Josh Duhamel vit avec Kristy Pierce de 1999 à 2003, ils se fiancent puis rompent leurs fiançailles.
Il fréquente brièvement sa partenaire Nikki Cox de la série Las Vegas, puis l'actrice Heidi Mueller, et Stacey Hayes (en), également actrice.
En 2004, il fait la connaissance de Stacy Ferguson, chanteuse du groupe Black Eyed Peas qu'il a rencontrée sur le tournage de la série Las Vegas, plus connue sous le nom de Fergie. Ils se fiancent en décembre 2007 puis ils se marient le 10 janvier 2009, à Malibu. Fergie donne naissance à leur premier enfant Axl Jack, le 29 août 2013. En septembre 2017, ils annoncent leur séparation après huit ans de mariage et treize ans de relation commune.
Josh est copropriétaire, avec un de ses amis, d'un restaurant appelé ''10 North Main'', situé dans sa ville natale : Minot, dans le Dakota du Nord.
Josh Duhamel et Molly Sims déclareront, un an après l'arrêt prononcé de Las Vegas, avoir été contrariés du traitement apporté à l'intrigue de leurs personnages en cette fin de série.
En 2018, l'acteur fréquente la mannequin Audra Mari (en). Ils se fiancent en janvier 2022. Le 10 septembre 2022, le couple se marie à Fargo dans le Dakota du Nord. En janvier 2024 ils accueillent un fils.

## Filmographie

### Cinéma
- 2004 : Rendez-vous avec une star (Win a Date with Tad Hamilton !) de Robert Luketic : Tad Hamilton
- 2004 : The Picture of Dorian Gray (en) de Dave Rosenbaum : Dorian Gray
- 2006 : Turistas (Paradise Lost) de John Stockwell : Alex
- 2007 : Transformers de Michael Bay : Capitaine William Lennox
- 2009 : Transformers 2 : La Revanche (Transformers : Revenge of the Fallen) de Michael Bay : Commandant William Lennox
- 2010 : C'était à Rome (When in Rome) de Mark Steven Johnson : Nick
- 2010 : Les Meilleurs Amis (The Romantics) de Galt Niederhoffer : Tom
- 2010 : Bébé mode d'emploi (Life as We Know It) de Greg Berlanti : Eric Messer
- 2010 : Ramona et Beezus (Ramona and Beezus) d'Elizabeth Allen : Oncle Hobart
- 2011 : Transformers 3 : La Face cachée de la Lune (Transformers : Dark of the Moon) de Michael Bay : Lieutenant-Colonel William Lennox
- 2011 : Happy New Year de Garry Marshall : Sam
- 2012 : Fire with Fire : Vengeance par le feu (Fire with Fire) de David Barrett : Jeremy Coleman
- 2012 : Ot vinta 3D d'Olga Lopato : Ace (voix anglaise)
- 2013 : Un havre de paix (Safe Haven) de Lasse Hallström : Alex Wheatley
- 2013 : My Movie Project de James Gunn : Anson
- 2013 : Route vers l'enfer (en) (Scenic Route) de Kevin Goetz : Mitchell (également producteur exécutif)
- 2014 : Le Second Souffle (You're Not You) de George C. Wolfe : Evan
- 2014 : Don Peyote de Dan Fogler et Michael Canzoniero : Adam
- 2014 : Wings : Sky Force Heroes de Tony Tang et Mychal Simka : Ace (voix anglaise)
- 2015 : Dancing Heart (Bravetown) de Daniel Duran : Alex
- 2015 : Lost in the Sun (en) de Trey Nelson : John
- 2016 : Manipulations (Misconduct) de Shintaro Shimosawa : Ben Cahill
- 2016 : Spaceman (en) de Brett Rapkin : Bill
- 2017 : Transformers : The Last Knight de Michael Bay : Colonel William Lennox
- 2017 : CHiPs de Dax Shepard : Rick
- 2017 : The Institute de James Franco et Pamela Romanowsky (en) : Le détective
- 2017 : This Is Your Death (en) de Giancarlo Esposito : Adam Rogers
- 2018 : Love, Simon de Greg Berlanti : Jack Spier
- 2019 : Buddy Games de lui-même : Le père de Bob (également producteur et scénariste)
- 2020 : Think Like a Dog de Gil Junger : Lukas
- 2020 : The Lost Husband (en) de Vicky Wight : James O'Connor
- 2021 : Batman : The Long Halloween de Chris Palmer : Harvey Dent (voix)
- 2021 : Night of the Animated Dead (en) de Jason Axinn : Harry Cooper
- 2022 : Shotgun Wedding de Jason Moore : Tom Fowler
- 2022 : Blackout de Sam Maccarone (en) : Cain
- 2022 : Bandit d'Allan Ungar (en): Gilbert Galvan Jr. (également producteur exécutif)
- 2023 : Buddy Games : Réveil printanier (en) (Buddy Games : Spring Awakening) de lui-même : Le père de Bob
- 2025 : Off the Grid de Johnny Martin : Guy
- Prévu pour 2025 : Not Without Hope de Joe Carnahan : Timothy Close

### Télévision

#### Séries télévisées
- 1999 - 2002 / 2011 : La Force du destin (All My Children) : Leo du Pres
- 2002 : Ed : Richard Reed (saison 2, épisode 19)
- 2003 - 2008 : Las Vegas : Danny McCoy
- 2004 - 2007 : Preuve à l'appui (Crossing Jordan) : Danny McCoy
- 2009 - 2014 : Fanboy et Chum Chum (Fanboy and Chum Chum) : Oz / Le père de Super Chum's (voix)
- 2012 - 2015 : Jake et les Pirates du Pays imaginaire (Jake and the Never Land Pirates) : Captain Flynn (voix)
- 2015 : Battle Creek : Milton Chamberlain
- 2016 : 22.11.63 (11.22.63) : Frank Dunning
- 2018 : Unsolved : Détective Greg Kading
- 2018 : LA to Vegas : Capitaine Kyle (saison 1, épisode 3)
- 2019 : Veronica Mars : Magnus (saison 4, épisode 2)
- 2021 : Jupiter's Legacy : Sheldon Sampson / The Utopian
- 2021 : Love, Victor : Jack Spier (saison 2, épisode 3)
- 2021 - 2022 : Blade Runner : Black Lotus : Marlowe (voix)
- 2022 : Les Petits Champions : Game Changers (The Mighty Ducks : Game Changers) : Colin Cole
- 2022 : The Thing About Pam : Joel Schwartz
- 2025 : Nouvelle vie à Ransom Canyon (Ransom Canyon) : Staten Kirkland (également producteur délégué)

#### Téléfilm
- 2019 : Capsized: Blood in the Water de Roel Reiné : John Lippoth

### Clips
- 1999 : Genie in A Bottle de Christina Aguilera
- 2011 : Sound of Silence de Dana Winner

## Ludographie
- 2015 : Skylanders: SuperChargers : Hight Volt
- 2017 : Call of Duty: WWII : le sergent William Pierson (voix et capture de mouvement)
- 2022 : The Callisto Protocol : Jacob Lee (voix et capture de mouvement)

## Distinctions

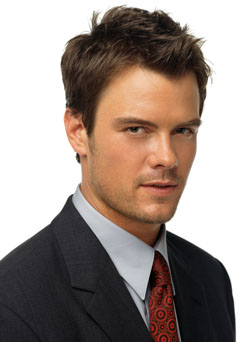
Josh Duhamel en 2009.

Sauf indication contraire ou complémentaire, les informations mentionnées dans cette section proviennent de la base de données IMDb.

### Récompenses
- Daytime Emmy Awards 2002 : meilleur acteur dans un second rôle dans une série télévisée dramatique pour La Force du destin
- Festival du film de Mammoth (en) 2019 :
- meilleur réalisateur pour Buddy Games
- meilleur film pour Buddy Games

### Nominations
- Daytime Emmy Awards 2001 : meilleur acteur dans un second rôle dans une série télévisée dramatique pour La Force du destin
- Soap Opera Digest Awards 2001 : meilleur jeune acteur pour La Force du destin
- Daytime Emmy Awards 2002 : meilleur couple dans une série télévisée pour La Force du destin, nomination partagée avec Rebecca Budig
- Online Film & Television Association 2002 : meilleur acteur dans un second rôle dans une série télévisée pour La Force du destin
- Daytime Emmy Awards 2003 : meilleur acteur dans un second rôle dans une série télévisée dramatique pour La Force du destin
- Online Film & Television Association 2002 : meilleur acteur dans une série télévisée pour La Force du destin
- Teen Choice Awards 2004 : 
  - Révélation masculine dans une série télévisée pour Las Vegas
  - Révélation masculine dans un film pour Rendez-vous avec une star
  - Meilleur acteur dans une série télévisée dramatique pour Las Vegas
  - Meilleur voleur de vedette pour Rendez-vous avec une star
- Women's Image Network Awards 2005 : Meilleur acteur dans une série télévisée dramatique pour Las Vegas
- 9e cérémonie des Teen Choice Awards 2007 : 
  - Meilleur acteur dans un thriller horrifique pour Turistas
  - Meilleur combat pour Transformers
- Teen Choice Awards 2010 : Meilleur acteur dans une comédie romantique pour C'était à Rome
- 13e cérémonie des Teen Choice Awards 2011 : Meilleur acteur dans une comédie romantique pour Bébé mode d'emploi
- 15e cérémonie des Teen Choice Awards 2013 : Meilleur acteur dans un film romantique pour Un havre de paix
- 38e cérémonie des Razzie Awards 2018 : pire acteur dans un second rôle pour Transformers: The Last Knight

## Voix francophones
En version française, Alexis Victor est la voix régulière de Josh Duhamel depuis la série Las Vegas en 2003. Il le double dans Preuve à l'appui, les films Transformers, Bébé mode d'emploi, Happy New Year, My Movie Project, Manipulations, Love, Simon, Jupiter's Legacy ou encore Love, Victor.
En parallèle, Jean-Pierre Michaël le double à deux reprises dans Rendez-vous avec une star et Les Meilleurs Amis, tandis qu'il est doublé à titre exceptionnel par Pierre Lognay dans Ramona et Beezus, Bruno Mullenaerts dans Fire with Fire : Vengeance par le feu, Michelangelo Marchese dans Le Second Souffle, Éric Aubrahn dans 11.22.63, David Krüger dans Call of Duty: WWII et Philippe Allard dans Unsolved.
En version québécoise, Patrice Dubois est la voix de l'acteur dans la quasi-totalité de ses apparitions depuis Touristes en 2006. Il est également doublé par François Godin dans La Veille du Nouvel An.